# Rehmannia glutinosa
Rehmannia glutinosa es una especie de planta fanerógamas perteneciente a la familia Phrymaceae es una de las 50 hierbas fundamentales usadas en la medicina tradicional china donde se la conoce con el nombre chino de  dìhuáng (地黄) or gān dìhuáng (干地黄).

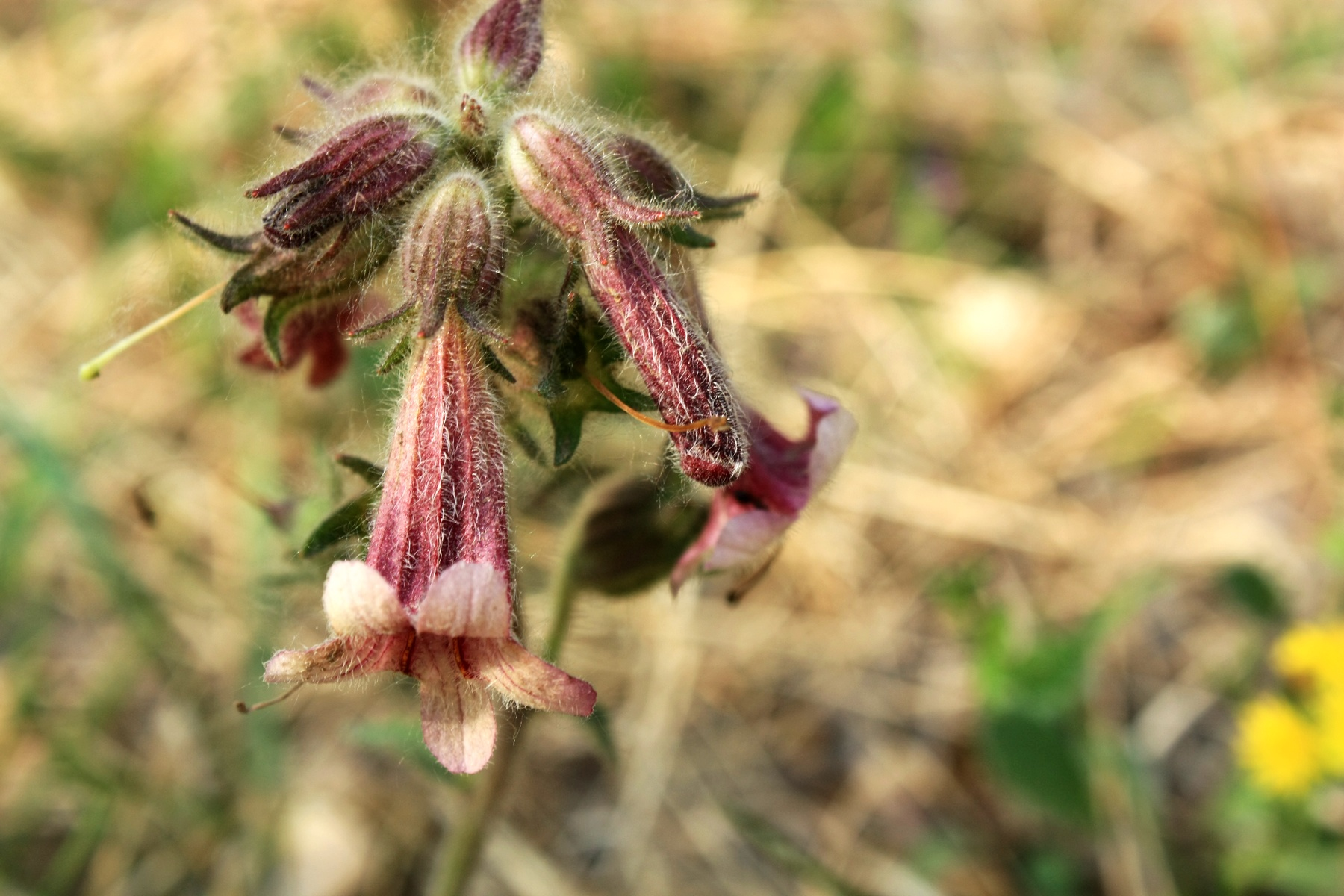
Flores

## Propiedades
Una de las aplicaciones de Rehmannia glutinosa en la medicina tradicional china ha sido en el área de  tinnitus y pérdida de oído.  Los efectos de esta planta, parece tener eficacia en la eliminación de los radicales libres que afecta a la pérdida de oído.

## Componentes químicos
Un número de componentes químicos incluidos iridoides, alcohol fenetílico, glucósidos, cyclopentanoido, monoterpenos y norcarotenoides, se han registrado en las raíces frescas o procesadas de R. glutinosa.

## Taxonomía
Rehmannia glutinosa fue descrita por  (Gaertn.) Libosch. ex Fisch. & C.A.Mey. y publicado en Index Seminum (St. Petersburg) 1: 36. 1835.
Sinonimia
- Chirita chanetii H.Lév.
- Digitalis glutinosa Gaertn.
- Gerardia glutinosa (Gaertn.) Bunge
- Rehmannia chinensis Libosch. ex Fisch. & C.A. Mey.
- Rehmannia sinensis (Buc'hoz) Libosch. ex Fisch. & C.A.Mey.
- Sparmannia sinensis Buc'hoz[5]